# Charles-Désiré Bourgon
Pour les articles homonymes, voir Bourgon (homonymie).
Charles-Désiré Bourgon, né le 7 juillet 1855 à Nancy et mort le 10 mars 1915 dans la même ville, est un architecte français, membre de l'École de Nancy, dont le travail est inspiré par l'Art nouveau.

## Biographie
Désiré Bourgon est le fils de Barthélémy Bourgon, entrepreneur de menuiserie à Nancy. 
Il est admis à l'École nationale des beaux-arts de Paris en 1878 où il est l'élève de Julien Guadet, promu en première classe en 1880 après avoir obtenu une médaille en stéréotomie en 1879. Il est admis au 2ème essai pour le prix de Rome en 1880.
Il revient ensuite à Nancy où il est nommé professeur d'architecture à l'École municipale des beaux-arts de Nancy de 1882 à 1887, tout en étant aux mêmes dates l'architecte des villes de Pont-à-Mousson, Briey et Baccarat. Il est membre de la commission départementale des bâtiments civils de Meurthe-et-Moselle en 1889 et obtient en 1900 le poste d'architecte départemental  qu'il occupe jusqu'en 1914. 
Son agence est située d'abord 11 rue des Michottes puis 6 cours Léopold.
Membre de la Société régionale des architectes de l'Est de la France (SRAEF) depuis 1889, Désiré Bourgon en devient le vice-président en 1906 puis le président de 1909 à 1912. Il est par ailleurs membre de la Société centrale des architectes (SCA) et de l'Union syndicale des architectes (USA).
Désiré Bourgon meurt à Nancy le 10 mars 1915 à l'âge de 59 ans des suites d'une longue maladie. Les obsèques ont lieu à la basilique Saint-Epvre et il est inhumé au cimetière de Préville. 
Avec son épouse Marie Amélie Élisabeth Duperrier il a deux fils, Pierre et Jean, ce dernier également architecte.

## Distinctions
- Medaille d'argent à l'Exposition universelle de Paris de 1889[3]
- Chevalier de l'ordre national du Cambodge 6 juillet 1901
- Officier de l'Instruction publique (1er mars 1902)
- Chevalier de l'ordre du Mérite agricole (19 novembre 1905)
- Chevalier de la Légion d'honneur (9 janvier 1914)[7]

## Réalisations

### à Nancy[8],[9]
- 1887 : hôtel Lang, hôtel particulier du filateur Raphaël Lang, situé 4 place André-Maginot et rue Victor-Poirel ; ce bâtiment a ensuite abrité une banque dite Société nancéienne de crédit industriel et de dépôts.
- 1888 : hôtel Tourtel, situé 20 rue Isabey[2].
- 1893 : villa Callot, située 26 rue Victor Hugo[2].

- 1896 : monument Carnot situé entre la place Carnot et le cours Léopold, réalisé en collaboration avec Victor Prouvé pour les sculptures en bronze.

- 1900 : immeuble d'habitation situé au 14 rue des Bégonias.

- 1901 : immeuble Simette[10],[11] situé 12 bis rue de Metz, pour l'entrepreneur Léon Simette, bâtiment réalisé en collaboration avec Auguste Vautrin pour le décor sculpté.

- 1901 : magasin de commerce, pour l'entreprise des frères Kronberg, situé 45 boulevard Lobau.

- 1902 : immeuble Loppinet pour l'inspecteur des eaux et forêts Fernand Loppinet, bâtiment réalisé en collaboration avec le sculpteur Auguste Vautrin et situé 45 avenue Foch.

- 1904 : immeuble pour l'entrepreneur Auguste Bichaton,  situé 51 boulevard Lobau.

- 1909 : maison d'Auguste Bloch, réalisée en collaboration avec Jacques Gruber, situé 50 cours Léopold.

- 1913 : maternité régionale Adolphe-Pinard (terminée par Paul Charbonnier).

### ailleurs en Meurthe-et-Moselle
- Dombasle-sur-Meurthe : groupe scolaire, 1889[2].
- Toul : logement patronal du moulin à blé, minoterie et scierie de la famille Aubry.

### en Meuse
- Sampigny : clos Poincaré, 1903[2].

### Dans les Vosges
- Saint-Dié : hôtel de la banque Fuzelier[2].
- Gérardmer : Grand hôtel du Lac[2].

Quelques édifices réalisés par Charles-Désiré Bourgon
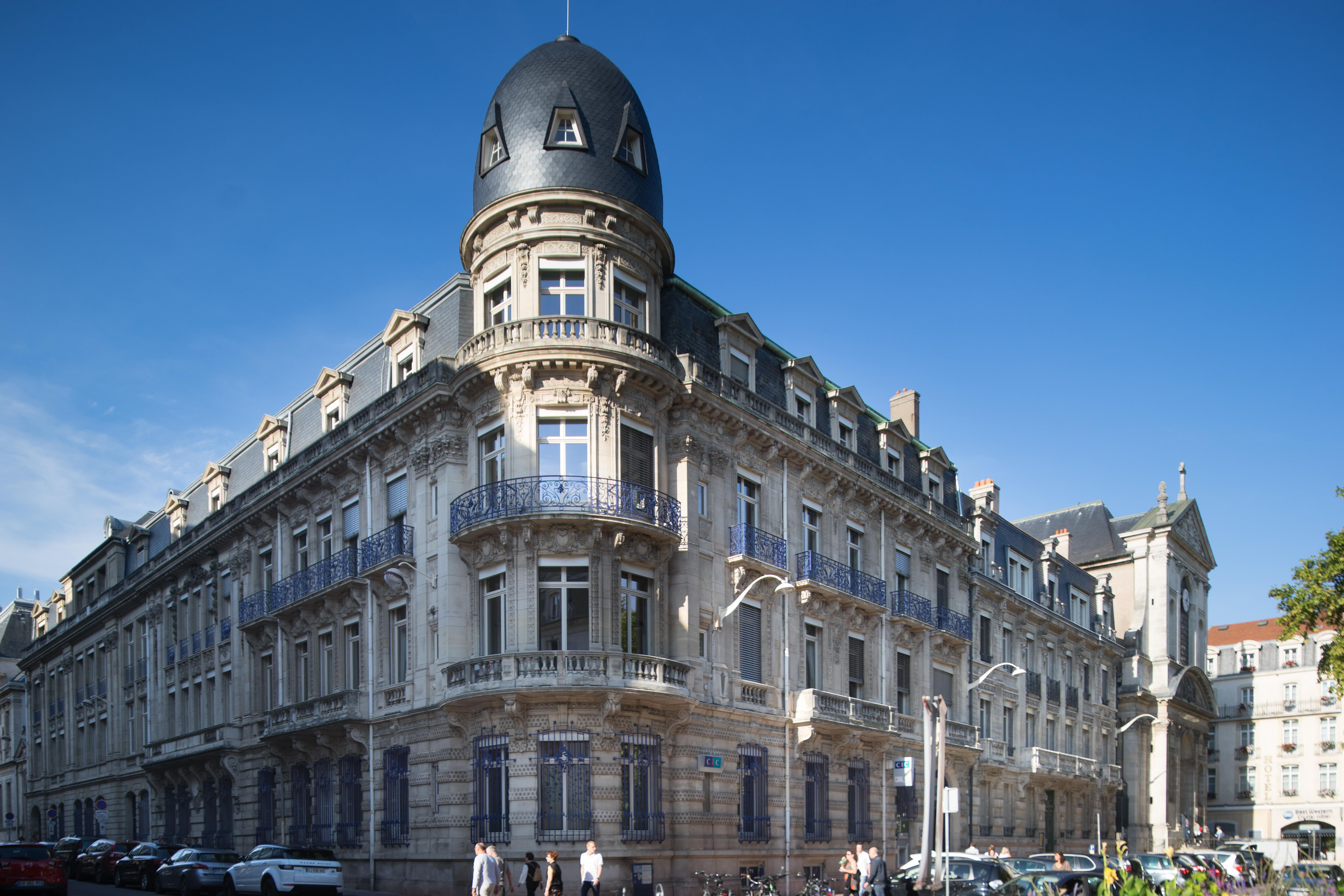
Hôtel Lang.
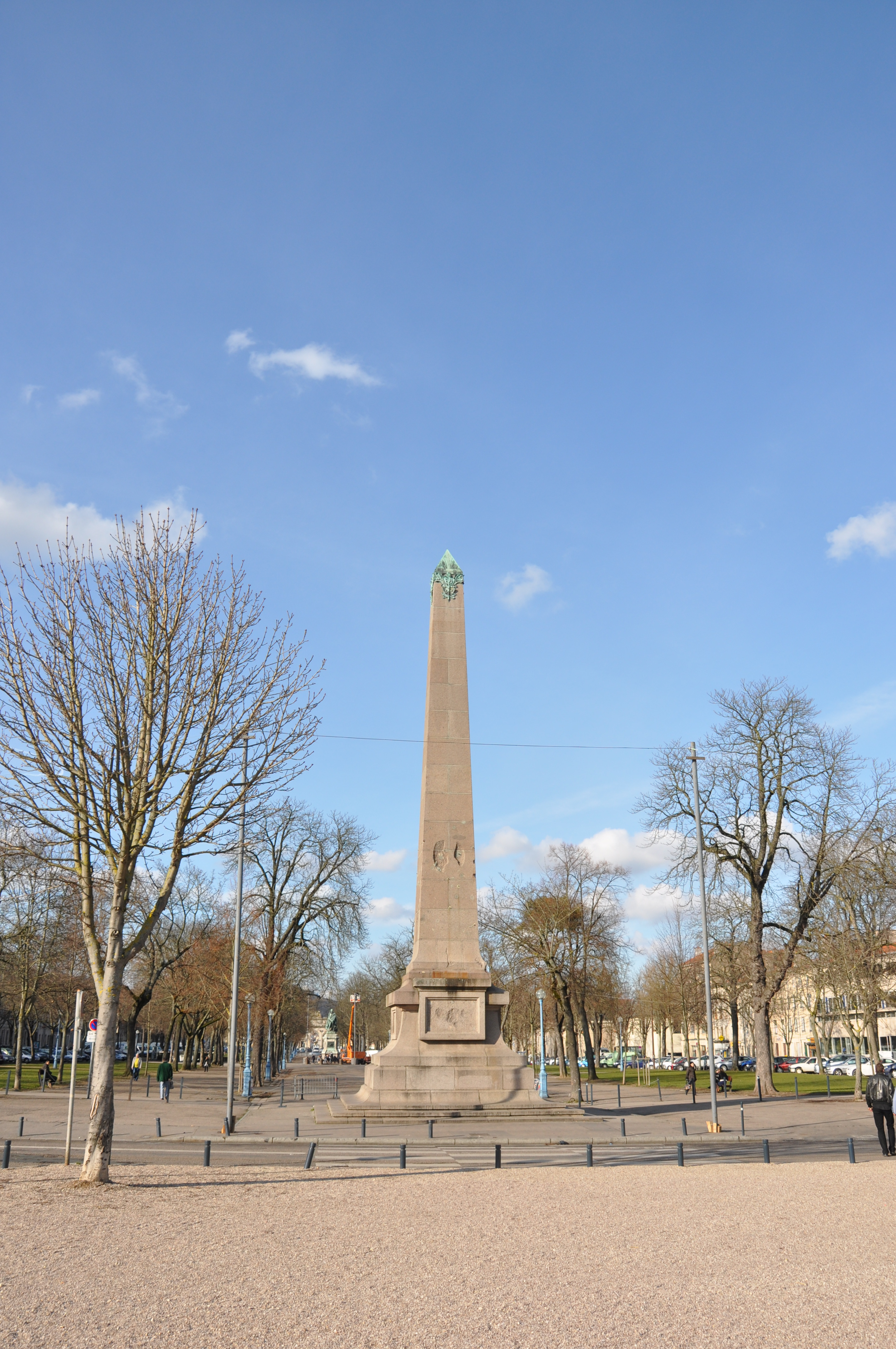
L'obélisque.
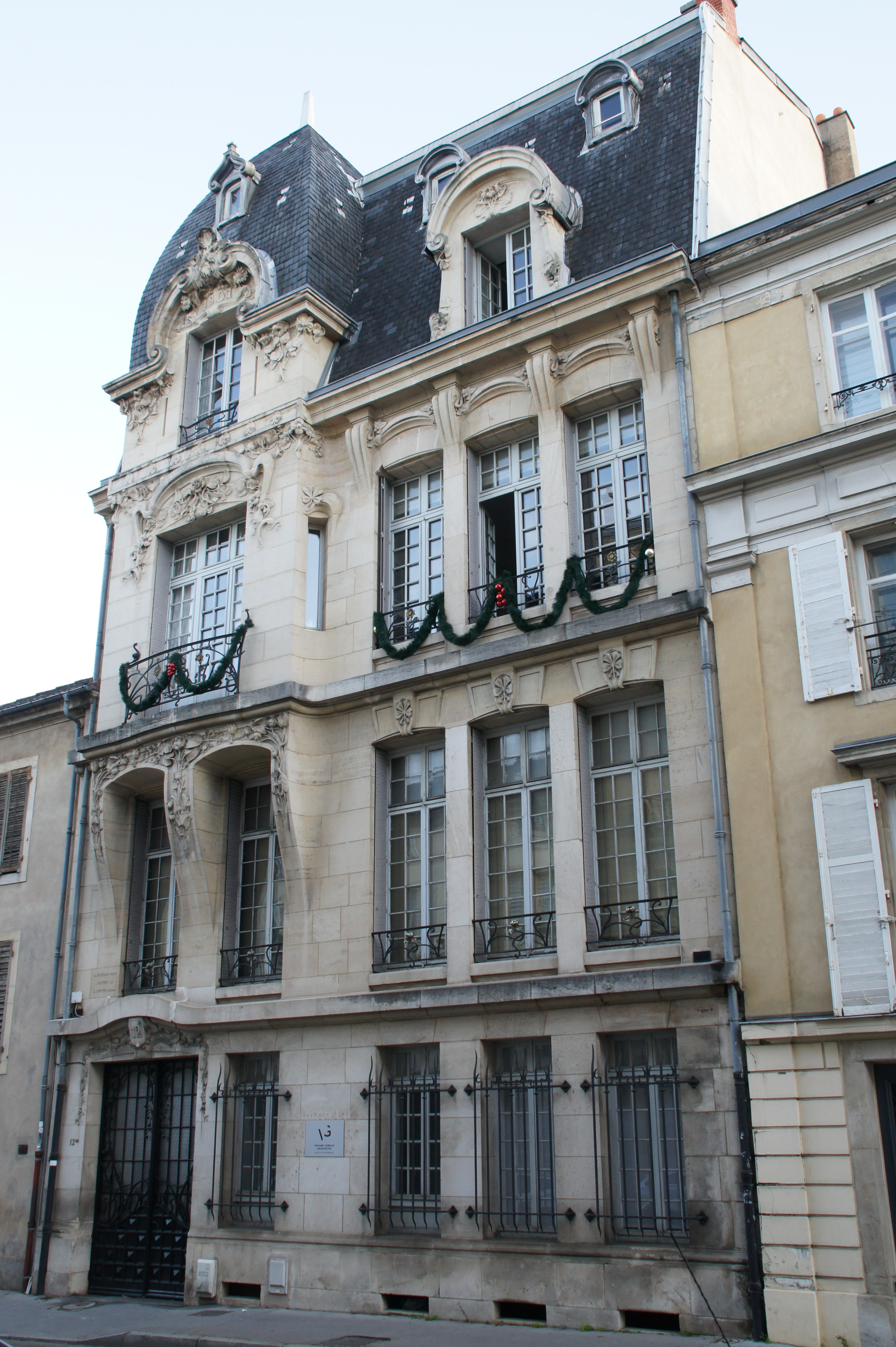
Maison Simette.
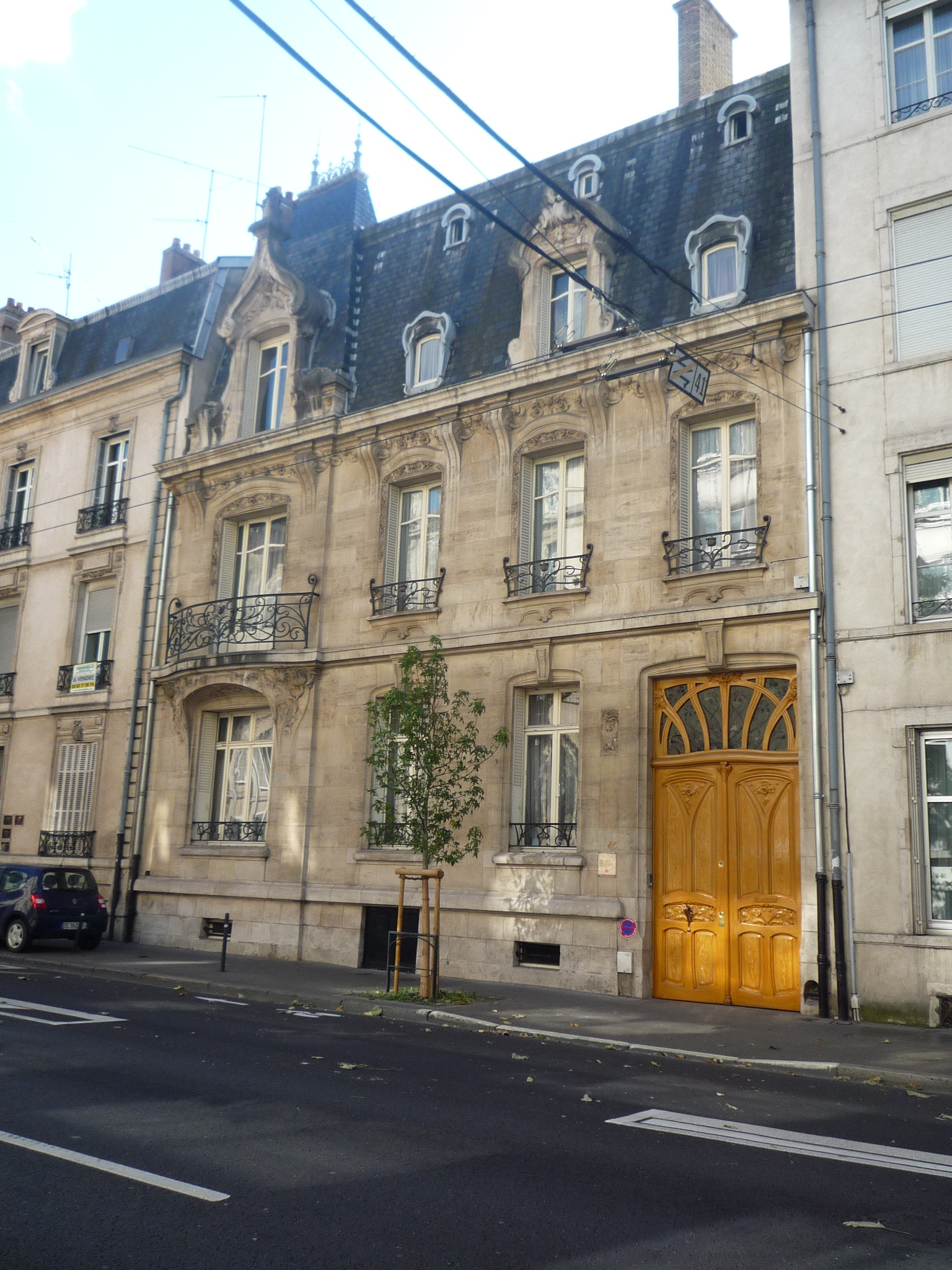
Maison Loppinet.
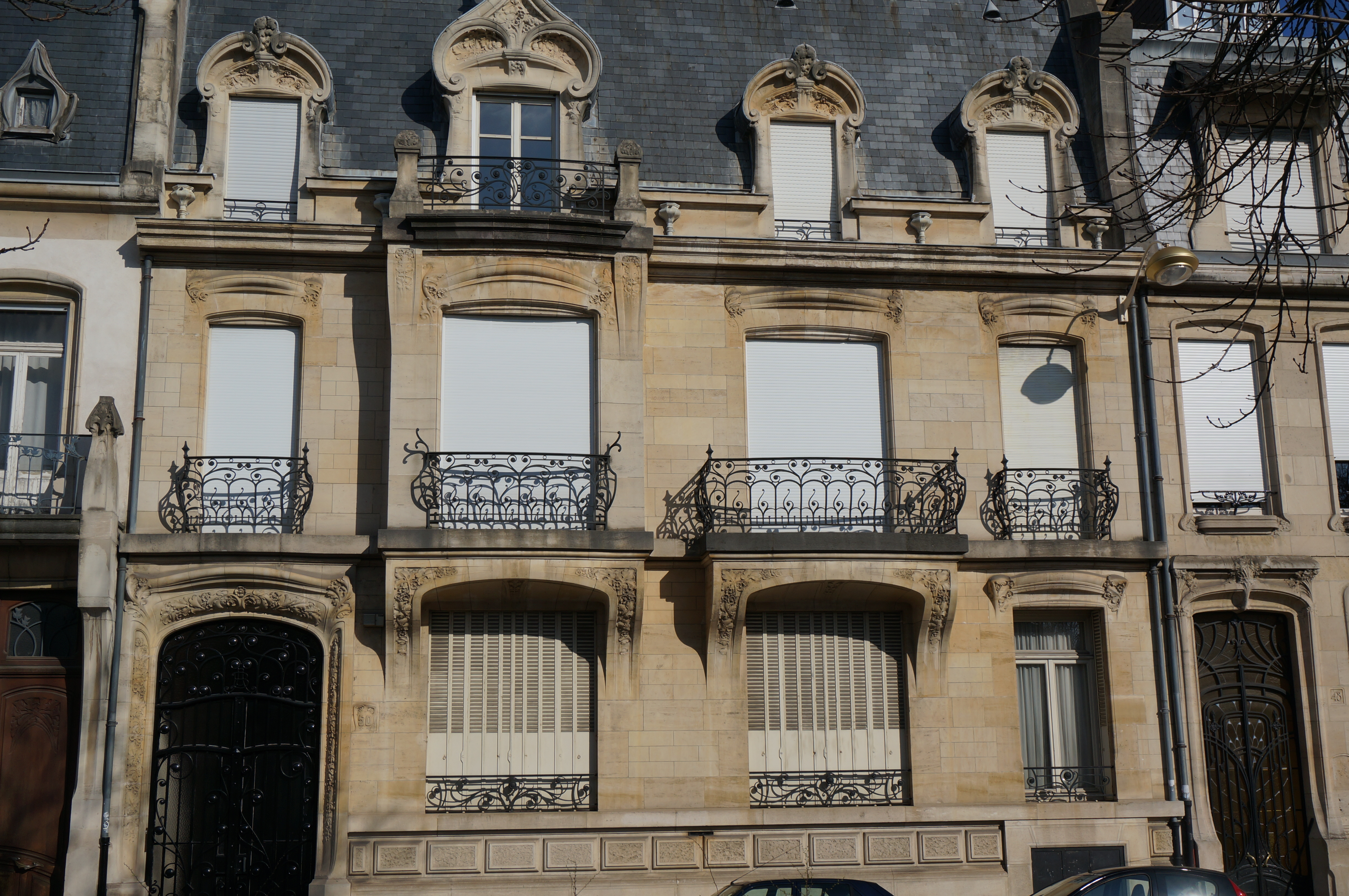
Maison Bloch.
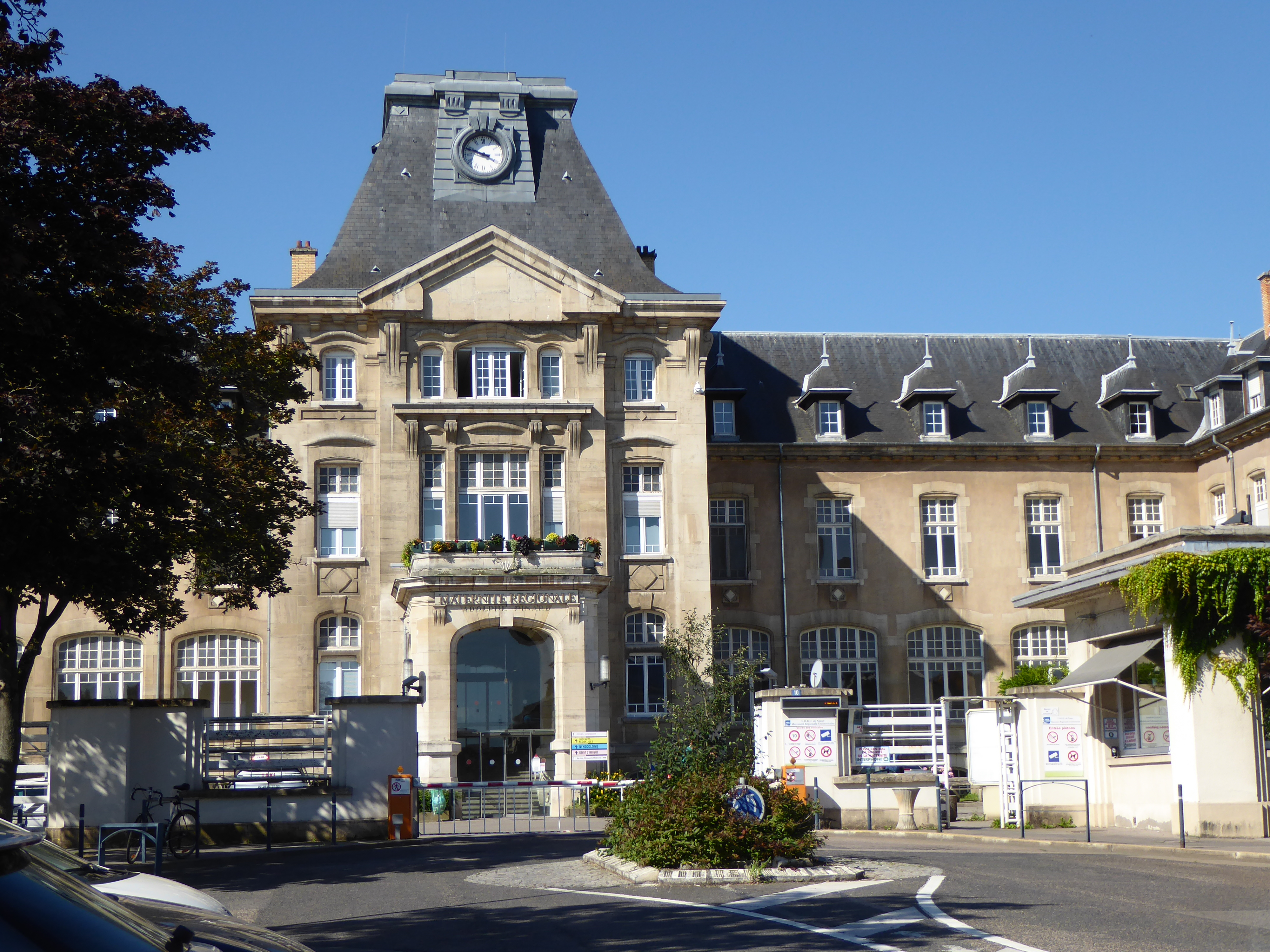
Maternité régionale Adolphe-Pinard.

Détails de la maison Loppinet
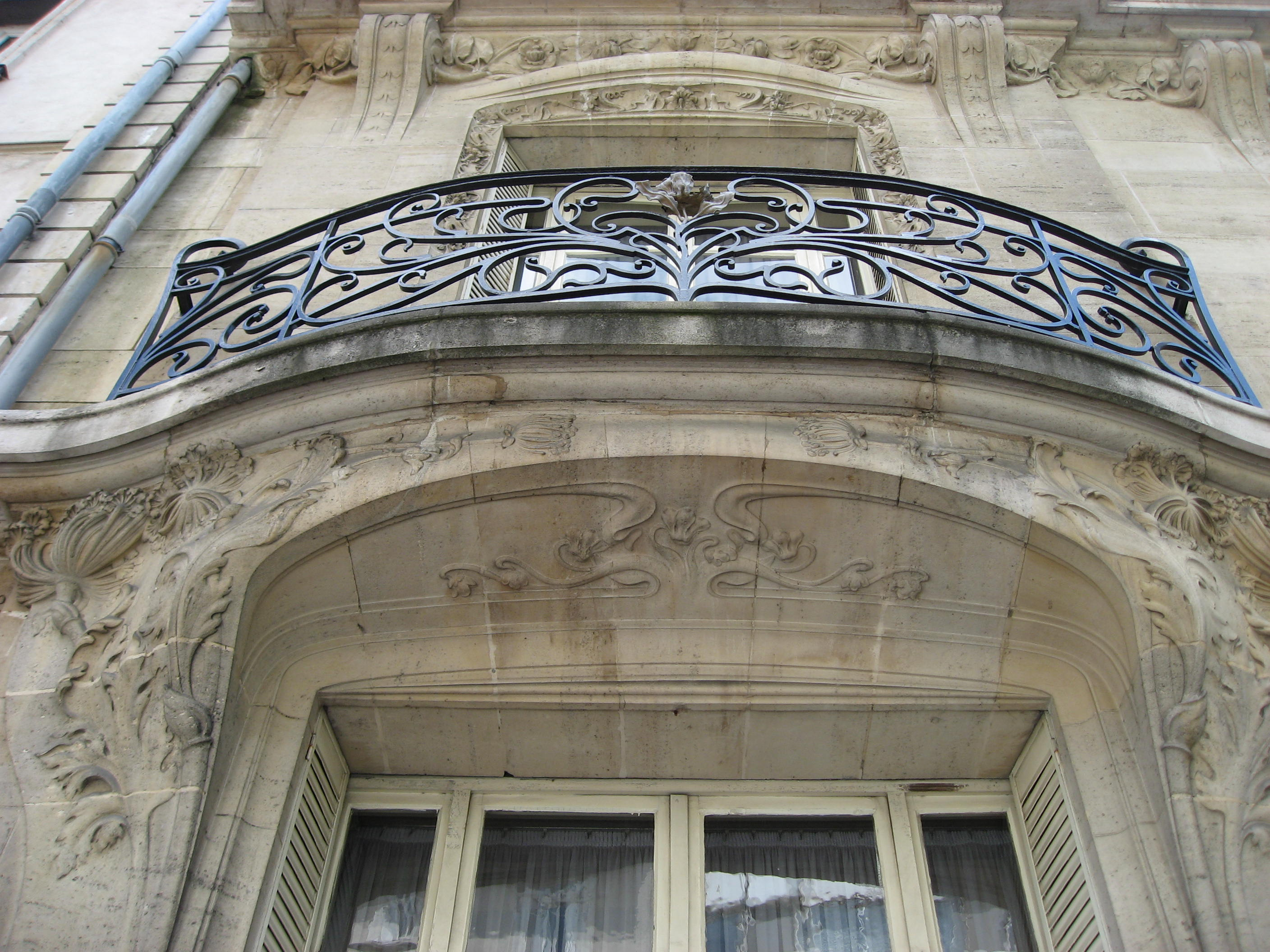
Détail du balcon.
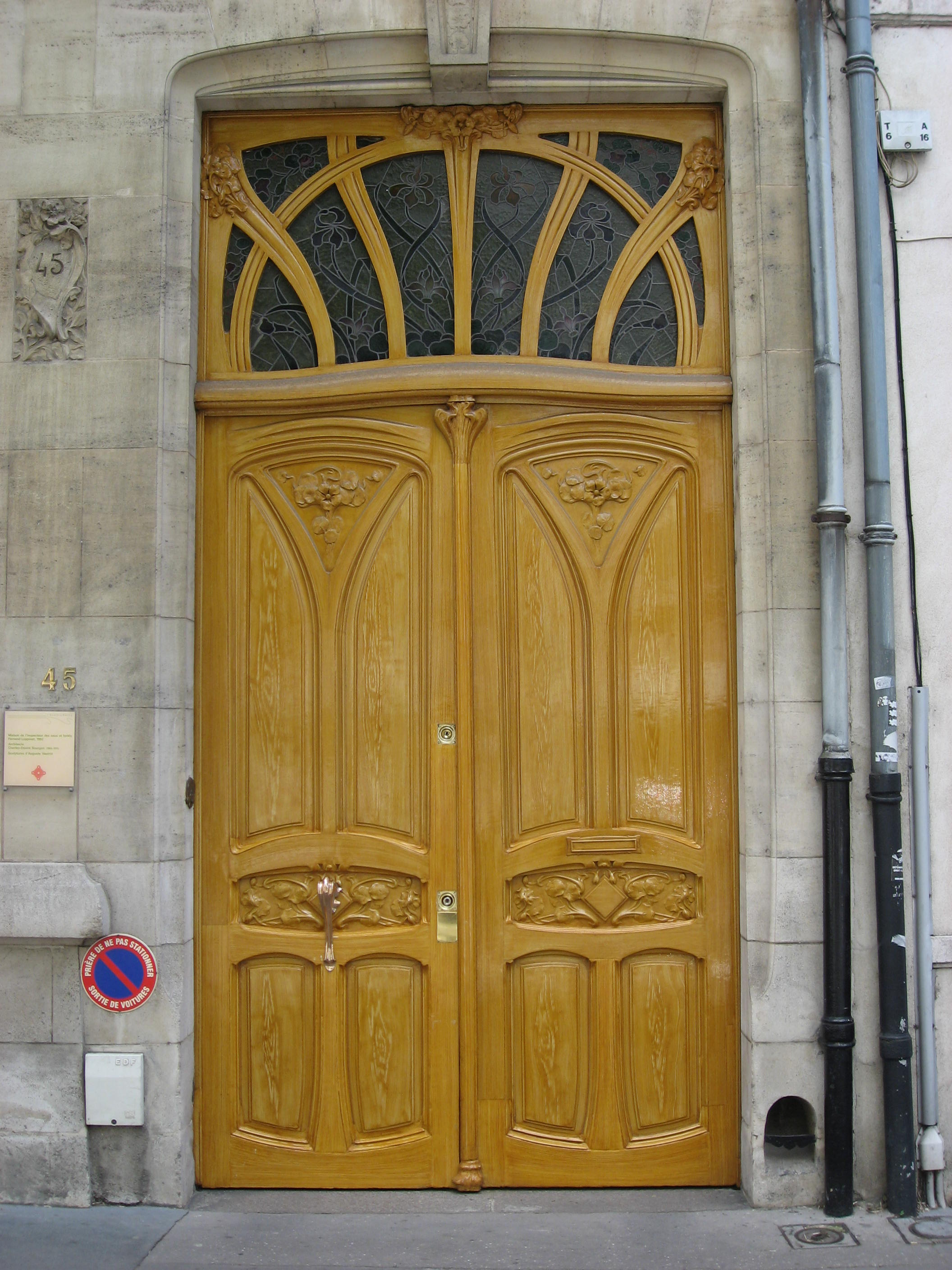
La porte d'entrée.
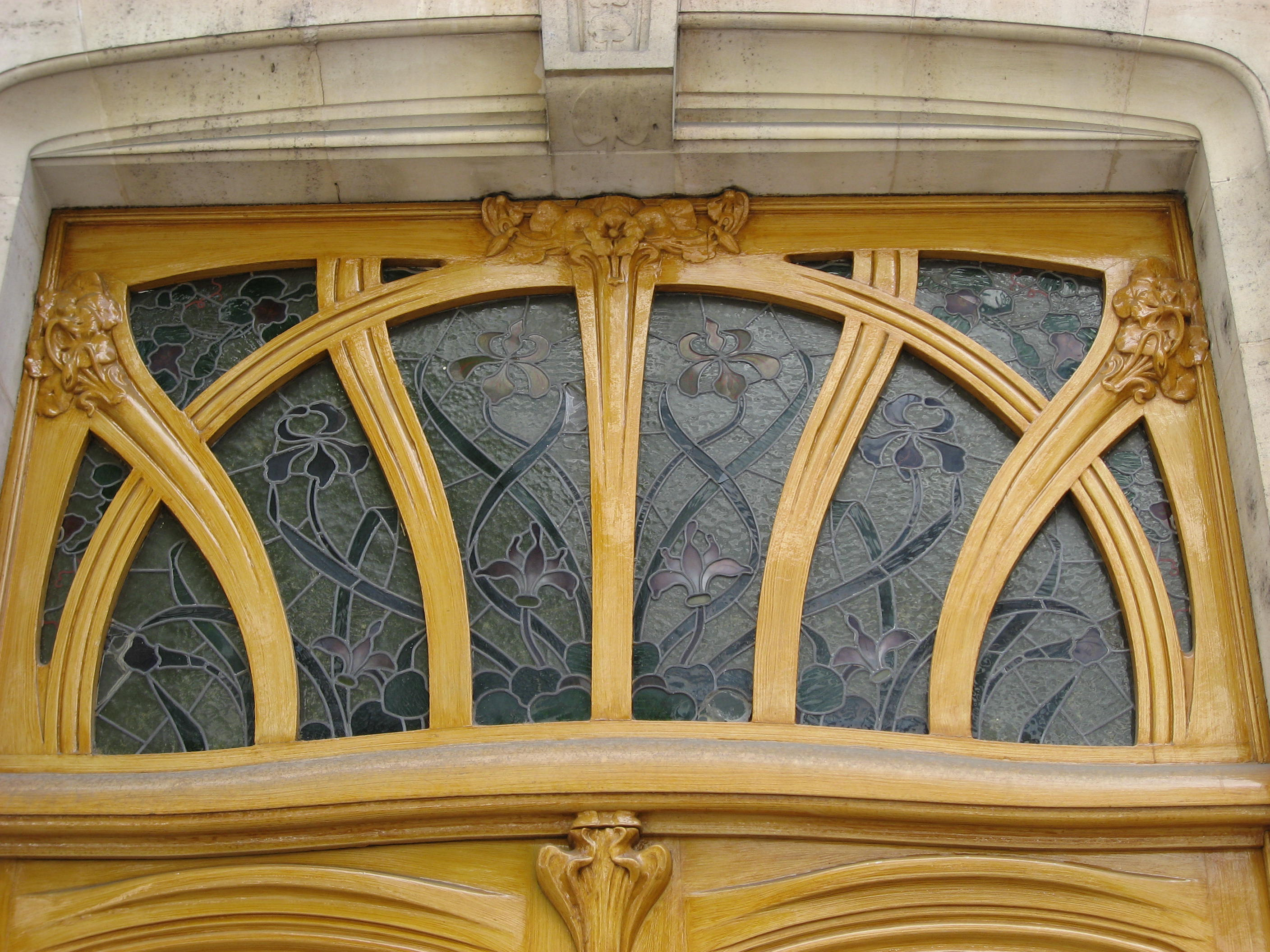
Détail de la porte d'entrée.